# Lừa Cotentin
Lừa Cotentin, (tiếng Pháp: Âne du Cotentin), là một giống lừa có nguồn gốc từ bán đảo Cotentin, thuộc tỉnh Manche, thuộc vùng Lower Normandy ở phía tây bắc nước Pháp. Giống lừa này được tìm thấy chủ yếu ở khu vực đó, nhưng cũng có phân bố ở nhiều vùng tây bắc nước Pháp. Giống lừa này trong quá khứ từng được sử dụng như một giống vận chuyển hàng hóa trong công việc nông nghiệp, chủ yếu là để vận chuyển sữa khuấy; hiện nay, giống lừa nay được sử dụng trong thể thao giải trí và du lịch. Loài này được công nhận bởi Ministère de l'Agriculture, Bộ nông nghiệp Pháp, vào năm 1997. Cuốn sách về giới được lưu trữ bởi Hiệp hội de l'âne du Cotentin, một hiệp hội các nhà lai tạo.

## Lịch sử
Những con lừa được ghi chép tại Cotentin từ thế kỷ 16. Hiệp hội các nhà lai tạo, Hiệp hội de l’âne du Cotentin, được thành lập vào năm 1995; kể từ năm 1997, khi giống này được Bộ Nông nghiệp và Haras Nationaux công nhận, hiệp hội đã giữ cuốn sách về giống lừa này.
Những con lừa Cotentin được nuôi chủ yếu ở vùng Hạ Normandy, nhưng cũng được tìm thấy ở hơn một nửa các vùng của Pháp, chủ yếu ở phía tây bắc nước Pháp. Con số được ước tính là 650–700 vào năm 2001. Trong năm 2011 đã có 107 nhà lai tạo, và 140 đăng ký mới trong cuốn sách về giống, khoảng một phần tư của tất cả các đăng ký lừa mới trong năm đó.